# William Marx
Pour les articles homonymes, voir Marx.
William Marx, né le 31 août 1966 à Villeneuve-lès-Avignon, est un écrivain français, essayiste, critique et historien de la littérature. Il est professeur au Collège de France, titulaire de la chaire Littératures comparées. Il est également membre honoraire de l'Institut universitaire de France et de l'Institut de recherches avancées de Berlin (Wissenschaftskolleg zu Berlin).
Il a reçu en 2010 le prix Montyon de l'Académie française, pour Vie du lettré.

## Biographie

### Formation
Ancien élève du lycée Thiers, double lauréat du Concours général en 1983 (thème latin et version grecque), William Marx est admis en 1986 à l'École normale supérieure. Reçu premier à l’agrégation de lettres classiques en 1989, il obtient en 2000 un doctorat de littérature comparée à l'université Paris-Sorbonne, puis passe en 2005 son habilitation à diriger des recherches à l'université Paris-VIII.

### Parcours universitaire
De 2007 à 2014, il dirige l'équipe Paul Valéry de l'Institut des textes et manuscrits modernes (CNRS/ENS).
En 2009, il devient professeur à l'université Paris-Nanterre.
En 2019, il est élu professeur au Collège de France sur la chaire Littératures comparées. Le 23 janvier 2020, il prononce sa leçon inaugurale, « Vivre dans la bibliothèque du monde »,.

### Radio
Durant l'été 2023, il produit la série d'émissions radiophoniques Un été avec don Quichotte, diffusée sur France Inter.

### Mention dans l'affaire Fillon
Le 25 janvier 2017, alors qu'éclate l'affaire Fillon, Le Canard enchaîné révèle que la brève note de lecture sur l'ouvrage de William Marx, Le Tombeau d'Œdipe. Pour une tragédie sans tragique, parue en 2012 dans la Revue des Deux Mondes sous la signature de « Pauline Camille », a été fournie par Penelope Fillon, dans le cadre d'un emploi présumé fictif,,.

### Prix
- 2010 : prix Montyon de l'Académie française[9].
- 2024 : prix Pierre-Georges Castex de littérature française de l'Académie des sciences morales et politiques pour l'ensemble de son œuvre[10].
- 2025 : Prix de littérature religieuse, mention spéciale, pour sa préface du livre du pape François, Louée soit la lecture, Éditions des Équateurs, 2024.

### Distinctions
- 2004 : Membre de l'Institut universitaire de France[11]
- 2014 : Fellow, Wissenschaftskolleg zu Berlin[12]
- 2022 :
  - International Francqui Professor[13]
  - Membre de l'Academia Europaea[14]

### Décoration
- Chevalier de l'ordre des Arts et des Lettres (2024)[15]

## Travaux
Éditeur des œuvres de Paul Valéry et T. S. Eliot, William Marx travaille sur l’évolution, dans la longue durée, des systèmes esthétiques et du statut de la littérature depuis l’Antiquité jusqu’à nos jours et sur leur variation selon les cultures, avec des recherches portant entre autres sur la tragédie grecque et sur le nô japonais comme sur le modernisme européen.
Dans Naissance de la critique moderne, il décrit le formalisme, dans la critique littéraire, comme un moment historiquement situé, avec des prémices localisables (à la fin du XIXe siècle, dans la philosophie et l'histoire de l'art), et une fin probable (à la charnière des XXe et XXIe siècles). Indépendamment du développement de l'école formaliste russe autour notamment de Roman Jakobson et de Victor Chklovski, des poètes critiques majeurs tels que T. S. Eliot et Paul Valéry jouèrent en Europe occidentale un rôle moteur pour inspirer une conception formaliste de l'œuvre littéraire qu'allaient défendre à leur tour le New Criticism anglo-saxon et la Nouvelle Critique française,. Cette conception formaliste de l'œuvre littéraire, dirigée contre le biographisme et l'impressionnisme alors dominants dans la critique, a représenté une avancée majeure dans le développement d'une science positive de la littérature, la difficulté actuelle consistant à sauvegarder cet apport positif après l'épuisement du mouvement formaliste historique.
Une part importante de la réflexion de William Marx porte sur la manière d'écrire l'histoire, et en particulier celle de la littérature et des arts. Dans Les Arrière-gardes au XXe siècle, qui fut « peut-être le premier défi majeur lancé à la façon d'envisager la littérature française de l'intérieur », il propose de rendre visibles les mouvements d'arrière-garde, qui forment d'habitude le point aveugle de tout récit historique de la modernité esthétique, en général conçue comme un mouvement irrésistiblement lancé sur la voie du progrès et appuyé sur les avant-gardes. Or, il montre qu'avant-gardes et arrière-gardes forment, comme d'une médaille, les deux faces d'une même interrogation artistique sur les impasses de l'histoire : elles partagent la « même quête d’une fidélité supérieure à la tradition », dont elles tâchent de réparer les pannes et déviations intempestives et de colmater les solutions de continuité. Une histoire de l'art et de la littérature est incompréhensible si l'on ne prend pas en compte l'existence des mouvements d'arrière-garde.
Alerté par les gestes spectaculaires d'adieu à la littérature accomplis par certains écrivains au tournant des  XIXe et XXe siècles (Arthur Rimbaud, Paul Valéry, Hugo von Hofmannsthal, notamment), William Marx montre dans L'Adieu à la littérature qu'entre les XVIIIe et XXe siècles le statut de la littérature a profondément changé, selon trois phases successives : expansion (ou canonisation), autonomisation et enfin dévalorisation (ou dépréciation), et que ce cycle prélude à un changement de paradigme de la littérature, actuellement en cours.
Il poursuit dans La Haine de la littérature cette réflexion sur l'histoire de l'idée de littérature en s'intéressant, sur une longue période allant de l'Antiquité classique au XXIe siècle, aux attaques lancées contre la littérature depuis des positions externes (et non pas du sein même de la littérature, comme dans L'Adieu à la littérature) : philosophes, théologiens, pédagogues, scientifiques, hommes politiques, etc. Il montre la remarquable stabilité au fil des siècles des arguments avancés contre la littérature, qui s'organisent selon quatre procès principaux : au nom de l'autorité, de la moralité, de la vérité et de la société. Au bout du compte, si quelque chose définit la littérature sur une si longue période, c'est son illégitimité par rapport à tous les discours établis et méthodiques ; elle agit, mais sans règle ni protocole : « La littérature est le discours illégitime par excellence,,. »
Dans le cadre de cette histoire longue de l'idée de littérature, William Marx élabore dans Vie du lettré une réflexion sur le concept de lettré en mettant en évidence à travers une « biographie collective, » des lettrés la permanence transhistorique et transculturelle de pratiques érudites et lettrées, qui, de l'Antiquité jusqu'au XXe siècle et de l'Extrême-Orient jusqu'à l'Europe, témoignent d'un rapport particulier au texte écrit bien antérieur à l'idée moderne de littérature. L'étude des textes, leur collecte, leur transmission, leur rédaction imposent à ceux qui s'y engagent un certain mode de vie commun à toutes les cultures fondées sur l'écrit, et autour duquel s'est constituée depuis des millénaires une « mythologie » dont on peut reconstituer les traits saillants, liés à tous les aspects de la vie quotidienne : naissance, éducation, maison, alimentation, sexualité, mort, etc. À bien des égards, l'idée moderne de littérature s'est développée dans une confrontation ambivalente et souvent ironique avec cette vie lettrée.
Dans son travail sur la réception moderne de la tragédie grecque, Le Tombeau d'Œdipe, William Marx explique que le concept de tragique, élaboré par la philosophie allemande à partir de quelques pièces emblématiques, a peu à voir avec la réalité des tragédies qui furent représentées à Athènes. Par une comparaison interne au corpus d'Euripide entre les tragédies dites « alphabétiques » et celles qui furent choisies par les grammairiens antiques, il montre que l'échantillon des trente-deux tragédies grecques complètes parvenues jusqu'à nous est de nature biaisée, privilégiant les tragédies qui finissent mal alors qu'en réalité une grande partie, sinon la majorité des tragédies représentées à Athènes finissaient bien.
Parallèlement, à partir d'une introspection de nature autobiographique, il développe dans Un savoir gai une réflexion de type phénoménologique, critique et « politique, questionnant l’hétérocentrisme indéfectible de la société », en examinant comment une orientation sexuelle différente, de caractère homosexuel, est capable d'informer profondément l'expérience intellectuelle et de produire de la connaissance.
Dans sa leçon inaugurale du Collège de France, Vivre dans la bibliothèque du monde, il propose « une défense de la bibliothèque mondiale, qu’il oppose à la littérature mondiale. Cette dernière voit le triomphe du sujet, du présentisme, et sélectionne les chefs‑d’œuvre (notion problématique s’il en est) qui survivent à la traduction. La bibliothèque du monde, au contraire, transforme et inquiète le lecteur ; reflet de la singularité de chaque culture, elle valorise les « minores » […] caractérisés par une forte altérité. » Il s'agit de se montrer « capables de lire par‑delà la littérature », et pour ainsi dire contre la littérature, car cette dernière est « la grande décontextualisatrice » : elle défait les liens qui faisaient de l'œuvre un objet vital pour les communautés qui l'ont produite.
Dans Des étoiles nouvelles, William Marx retrace le parcours transculturel et transhistorique d'une seule et même image poétique, le surgissement d'étoiles nouvelles dans le ciel, depuis l'Antiquité classique jusqu'à José Maria de Heredia et Tintin, voire le groupe de rock Noir Désir, en passant par Marco Polo, Shakespeare, Keats, Mallarmé, Tolstoï et Lars von Trier,,. Dans cet essai d'« astrocritique », il montre comment la même image recouvre des significations différentes, sinon opposées, selon les contextes culturels, scientifiques et géographiques, et comment l'utilisation de cette image accompagne les explorations du monde et les découvertes astronomiques,. Par l'imagination des occurrences inexistantes ou perdues de cette image, celles qui n'ont pu être écrites ou transmises, ce travail se présente aussi comme une invitation à « décentrer le regard, […] voir le monde comme l’étranger venu de l’autre hémisphère ».

## Ouvrages
- Naissance de la critique moderne. La littérature selon Eliot et Valéry (1889-1945), Artois Presses Université, 2002
- L'Adieu à la littérature. Histoire d’une dévalorisation (XVIIIe – XXe siècle)[46],[47],[48], Les Éditions de Minuit, 2005
- Vie du lettré, Les Éditions de Minuit, 2009 Prix Montyon 2010 de l'Académie française.
- Le Tombeau d'Œdipe. Pour une tragédie sans tragique, Les Éditions de Minuit, 2012[49] Sélection finale du prix de la Revue des Deux Mondes 2012.
- La Haine de la littérature, Les Éditions de Minuit, 2015[50] Sélection du prix Décembre 2015 et du prix littéraire Paris-Liège 2016[51].
- Un savoir gai, Les Éditions de Minuit, 2018[52],[53] Honneur de La Cause littéraire, meilleur essai, 2018[54].
- Vivre dans la bibliothèque du monde, Collège de France / Fayard, 2020 ; Éditions du Collège de France, 2024
- Des étoiles nouvelles. Quand la littérature découvre le monde, Les Éditions de Minuit, 2021
- Un été avec don Quichotte, Éditions des Équateurs / France Inter, 2024
- Libraries of the Mind, Princeton University Press, 2025

### Direction d'ouvrages
- Les Arrière-gardes au XXe siècle : l'autre face de la modernité esthétique[55], Presses universitaires de France, 2004 ; coll. « Quadrige », 2008
- Jean Prévost aux avant-postes, dir. avec Jean-Pierre Longre, préface de Jérôme Garcin, actes de colloque, Impressions nouvelles, 2006
- « Le Récit », Actes de savoirs, no 4, Presses universitaires de France, 2008
- Paul Valéry, Cours de poétique, 2 vol., éd. William Marx, Gallimard, 2023[56]
- Valéry au Collège de France, dir. William Marx et Matilde Manara, Éditions du Collège de France, 2025